# Pieris wollastoni
Pieris wollastoni (лат.) — вид дневных бабочек из семейства белянок (Pieridae). Ряд энтомологов склонны рассматривать данный таксон в ранге подвида Pieris brassicae wollastoni капустницы (Pieris brassicae). Крайне редкий, возможно, уже вымерший таксон, имеющий ограниченный ареал. Видовое название дано в честь Томаса Уолластона (Thomas Vernon Wollaston; 1821—1878) — английского энтомолога, члена Лондонского Линнеевского общества (1847).

## Описание
Внешний вид бабочки очень напоминает капустницу (P. brassicae), чьим подвидом её рассматривают некоторые исследователи.
Размах крыльев — 55—65 мм, Крылья белые, с несколькими чёрными пятнами. Нижняя сторона крыльев и задние крылья у самок желтоватые. Два круглых пятна на передних крыльях самок крупные по размеру и порой сливаются в одно.
Эндемик острова Мадейра. Вид приурочен к опушкам, редколесьям и полянам реликтовых лесов-монтеверде, образованных преимущественно из лавровых деревьев. Обитает на высотах 650—1200 метров над уровнем моря.
Самки откладывают яйца на Brassica oleracea, Capparis spinosa, Tropaelum majus и ряд других растений, являющихся кормовыми для гусениц. Сами гусеницы живут небольшими группами, на последнем возрасте переходят на одиночный образ жизни. Зимует куколка. За год развивается несколько поколений бабочек.

## Численность и вымирание
В последний раз таксон достоверно был пойман в 1977 году. В 1980-х года были несколько сообщений о находках этой бабочки, но до настоящего времени подтверждения, что вид всё ещё обитает на острове, отсутствуют.
Причины сокращения численности и вероятного вымирания таксона до конца не ясны. Вероятно, имело место комплексное воздействие факторов: вырубка лавровых лесов, в результате которой таксон потерял около 80 % от изначальной площади своего ареала; широкое использование пестицидов в сельском хозяйстве острова, инвазия паразитического наездника Cotesia glomerata, уничтожающего гусениц капустницы.
В октябре 2007 года было объявлено, что таксон является вымершим. Тем не менее, в «красных списках» МСОП он всё ещё числится под категорией «Critically Endangered (Possibly Extinct)».